# Bailique (Macapá)
Bailique é um distrito do município brasileiro de Macapá, capital do estado do Amapá. Segundo o censo demográfico de 2022, realizado pelo Instituto Brasileiro de Geografia e Estatística (IBGE), sua população era de 7 239 habitantes e havia 1 738 domicílios particulares permanentes ocupados. Foi criado antes de 1936.
De acordo com o IBGE, em 2010 a população era de 7 618 habitantes e havia 1 838 domicílios particulares.
Está localizado no Arquipélago do Bailique e se encontra a 180 km do distrito-sede de Macapá. O principal acesso à região é por meio de embarcações, em viagens que podem durar até 12 horas.